# Thelymitra colensoi
Thelymitra colensoi là một loài thực vật có hoa trong họ Lan. Loài này được Hook.f. miêu tả khoa học đầu tiên năm 1864.